# Bahnstrecke Arica–La Paz
| Bahnhof La Paz, Straßenseite |                                               |                                           |                                           |
| Streckenverlauf |                                               |                                           |                                           |
| Streckenlänge: | gesamt: ~ 450 km davon ehemals Zahnrad: 40 km |                                           |                                           |
| Spurweite: | 1000 mm (Meterspur)                           |                                           |                                           |
| Maximale Neigung: | Adhäsion ca. 30 ‰ Zahnstange 60 ‰             |                                           |                                           |
| Zweigleisigkeit: | nein                                          |                                           |                                           |
| |                                               |                                           |                                           |
| \| \| \| Hafen Arica \| \| \| \| \| Arica Eisenbahnmuseum \| \| \| \| \| Bahnstrecke Arica–Tacna (Peru) Normalspur \| \| \| \| \| Chinchorro (Arica) \| \| \| \| \| Río Lluta \| \| \| \| \| Rosario \| \| \| \| \| Poconchile \| \| \| \| \| San Martín \| \| \| \| \| Pampa Central \| \| \| \| \| ehemals Beginn der Zahnstange \| \| \| \| \| Quebrada Honda \| \| \| \| \| \| \| \| \| \| \| \| \| \| \| Pampa Ossa \| \| \| \| \| \| \| \| \| \| \| \| \| \| \| \| \| \| \| \| Angostura \| \| \| \| \| ehemals Ende der Zahnstange \| \| \| \| \| Puquios \| \| \| \| \| Coronel Alcérreca \| \| \| \| \| Río Lluta \| \| \| \| \| Humapalca \| \| \| \| \| Villa Industrial \| \| \| \| \| Anschluss Bergwerk Azufrero de Tacora \| \| \| \| \| Chislluma \| \| \| \| \| General Lagos \| \| \| \| \| Visviri \| \| \| \| \| Chile/Bolivien \| \| \| \| \| Charaña \| \| \| \| \| Avaroa \| \| \| \| \| Río Mauri \| \| \| \| \| General Pando ehemals: llamada Corocoro \| \| \| \| \| nach Coro Coro \| \| \| \| \| General Ballivián \| \| \| \| \| Comanche \| \| \| \| \| Bahnstrecke Antofagasta–La Paz \| \| \| \| \| Bahnstrecke La Paz–Guaqui \| \| \| \| 1120,0 \| Viacha 3851 m \| Viacha 3851 m \| \| \| \| \| \| \| \| \| Aduana (La Paz) \| \| \| \| 1152 \| La Paz Hauptbahnhof 3689 m \| La Paz Hauptbahnhof 3689 m \| |                                               |                                           |                                           |
| Betriebs-/Güterbahnhof Streckenanfang · Betriebs-/Güterbahnhof Streckenanfang |                                               | Hafen Arica                               | Hafen Arica                               |
| ehemaliger Bahnhof · Bahnhof |                                               | Arica Eisenbahnmuseum                     | Arica Eisenbahnmuseum                     |
| Strecke · Strecke nach links |                                               | Bahnstrecke Arica–Tacna (Peru) Normalspur | Bahnstrecke Arica–Tacna (Peru) Normalspur |
| Bahnhof |                                               | Chinchorro (Arica)                        | Chinchorro (Arica)                        |
| Brücke über Wasserlauf |                                               | Río Lluta                                 | Río Lluta                                 |
| Haltepunkt / Haltestelle |                                               | Rosario                                   | Rosario                                   |
| Haltepunkt / Haltestelle |                                               | Poconchile                                | Poconchile                                |
| Bahnhof |                                               | San Martín                                | San Martín                                |
| Bahnhof |                                               | Pampa Central                             | Pampa Central                             |
| Grenze |                                               | ehemals Beginn der Zahnstange             | ehemals Beginn der Zahnstange             |
| Dienststation / Betriebs- oder Güterbahnhof |                                               | Quebrada Honda                            | Quebrada Honda                            |
| Tunnel |                                               |                                           |                                           |
| Tunnel |                                               |                                           |                                           |
| Dienststation / Betriebs- oder Güterbahnhof |                                               | Pampa Ossa                                | Pampa Ossa                                |
| Tunnel |                                               |                                           |                                           |
| Tunnel |                                               |                                           |                                           |
| Tunnel |                                               |                                           |                                           |
| Dienststation / Betriebs- oder Güterbahnhof |                                               | Angostura                                 | Angostura                                 |
| Grenze |                                               | ehemals Ende der Zahnstange               | ehemals Ende der Zahnstange               |
| Dienststation / Betriebs- oder Güterbahnhof |                                               | Puquios                                   | Puquios                                   |
| Dienststation / Betriebs- oder Güterbahnhof |                                               | Coronel Alcérreca                         | Coronel Alcérreca                         |
| Brücke über Wasserlauf |                                               | Río Lluta                                 | Río Lluta                                 |
| Dienststation / Betriebs- oder Güterbahnhof |                                               | Humapalca                                 | Humapalca                                 |
| Dienststation / Betriebs- oder Güterbahnhof |                                               | Villa Industrial                          | Villa Industrial                          |
| Abzweig geradeaus und ehemals nach links |                                               | Anschluss Bergwerk Azufrero de Tacora     | Anschluss Bergwerk Azufrero de Tacora     |
| Dienststation / Betriebs- oder Güterbahnhof |                                               | Chislluma                                 | Chislluma                                 |
| Dienststation / Betriebs- oder Güterbahnhof |                                               | General Lagos                             | General Lagos                             |
| Dienststation / Betriebs- oder Güterbahnhof |                                               | Visviri                                   | Visviri                                   |
| Grenze |                                               | Chile/Bolivien                            | Chile/Bolivien                            |
| Dienststation / Betriebs- oder Güterbahnhof |                                               | Charaña                                   | Charaña                                   |
| Dienststation / Betriebs- oder Güterbahnhof |                                               | Avaroa                                    | Avaroa                                    |
| Brücke über Wasserlauf |                                               | Río Mauri                                 | Río Mauri                                 |
| Dienststation / Betriebs- oder Güterbahnhof |                                               | General Pando ehemals: llamada Corocoro   | General Pando ehemals: llamada Corocoro   |
| Abzweig geradeaus und nach rechts |                                               | nach Coro Coro                            | nach Coro Coro                            |
| Dienststation / Betriebs- oder Güterbahnhof |                                               | General Ballivián                         | General Ballivián                         |
| Dienststation / Betriebs- oder Güterbahnhof |                                               | Comanche                                  | Comanche                                  |
| Abzweig geradeaus und von rechts |                                               | Bahnstrecke Antofagasta–La Paz            | Bahnstrecke Antofagasta–La Paz            |
| Abzweig geradeaus und von links |                                               | Bahnstrecke La Paz–Guaqui                 | Bahnstrecke La Paz–Guaqui                 |
| Betriebs-/Güterbahnhof Strecke ab hier außer Betrieb | 1120,0                                        | Viacha 3851 m                             | Viacha 3851 m                             |
| Abzweig geradeaus, nach links und von links (Strecke außer Betrieb) · Strecke von rechts (außer Betrieb) |                                               |                                           |                                           |
| Strecke (außer Betrieb) · Kopfbahnhof Streckenende (Strecke außer Betrieb) |                                               | Aduana (La Paz)                           | Aduana (La Paz)                           |
| Kopfbahnhof Streckenende (Strecke außer Betrieb) | 1152                                          | La Paz Hauptbahnhof 3689 m                | La Paz Hauptbahnhof 3689 m                |

Die Bahnstrecke Arica–La Paz (spanisch Ferrocarril de Arica a La Paz) verband seit 1913 die bolivianische Hauptstadt La Paz mit der chilenischen Hafenstadt Arica. Die eingleisige Meterspurstrecke ist etwa 450 Kilometer lang.

## Streckenverlauf

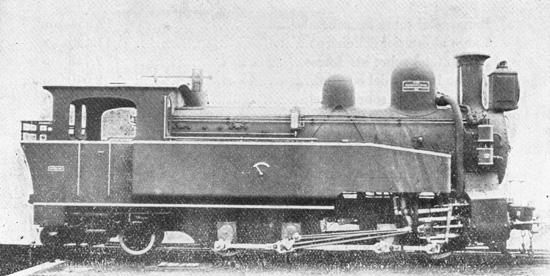
Zahnradlokomotive der Maschinenfabrik Esslingen

Die Strecke führt von Arica etwa zehn Kilometer parallel zur Küste nach Norden und schwenkt dann nach Osten, das Lluta-Tal hinauf. Der steile Anstieg von bis zu 60 ‰ in die Cordillera Occidental beginnt hinter dem Bahnhof Pampa Central, ab dem Streckenkilometer 70,91, und reicht bis vor den Bahnhof Puquios bei km 110,58. Auf diesen 40 km wird ein Höhenunterschied von 2247 Metern überwunden. Bis 1968 geschah das mit Zahnrad-Betrieb im System Abt. Außerdem weist der Abschnitt eine Reihe von Tunneln auf. Der höchste Punkt der Strecke liegt auf 4257 m. ü. M. bei General Lagos (km 184,5). Die Grenzbahnhöfe sind Visviri in Chile und Charaña in Bolivien. Bei Puquios erreicht die Strecke, die dort streckenweise in einem Abstand von weniger als einem Kilometer Entfernung zur chilenisch-peruanischen Grenze verläuft, den Altiplano. Hier, in der Hochebene, verbleibt sie fast plan bei etwa 3700 m. ü. M. bis nach Viacha bei km 415. Dort trifft sie auf die Bahnstrecken Antofagasta–La Paz und La Paz–Guaqui. Der letzte, 32 km lange, serpentinenreiche, steile Abstieg nach La Paz wird heute nicht mehr betrieben.
Eine 7,5 km lange Stichbahn wurde auf bolivianischer Seite von General Pando (Streckenkilometer 338) zu den Kupferminen um Coro Coro gebaut.

## Geschichte

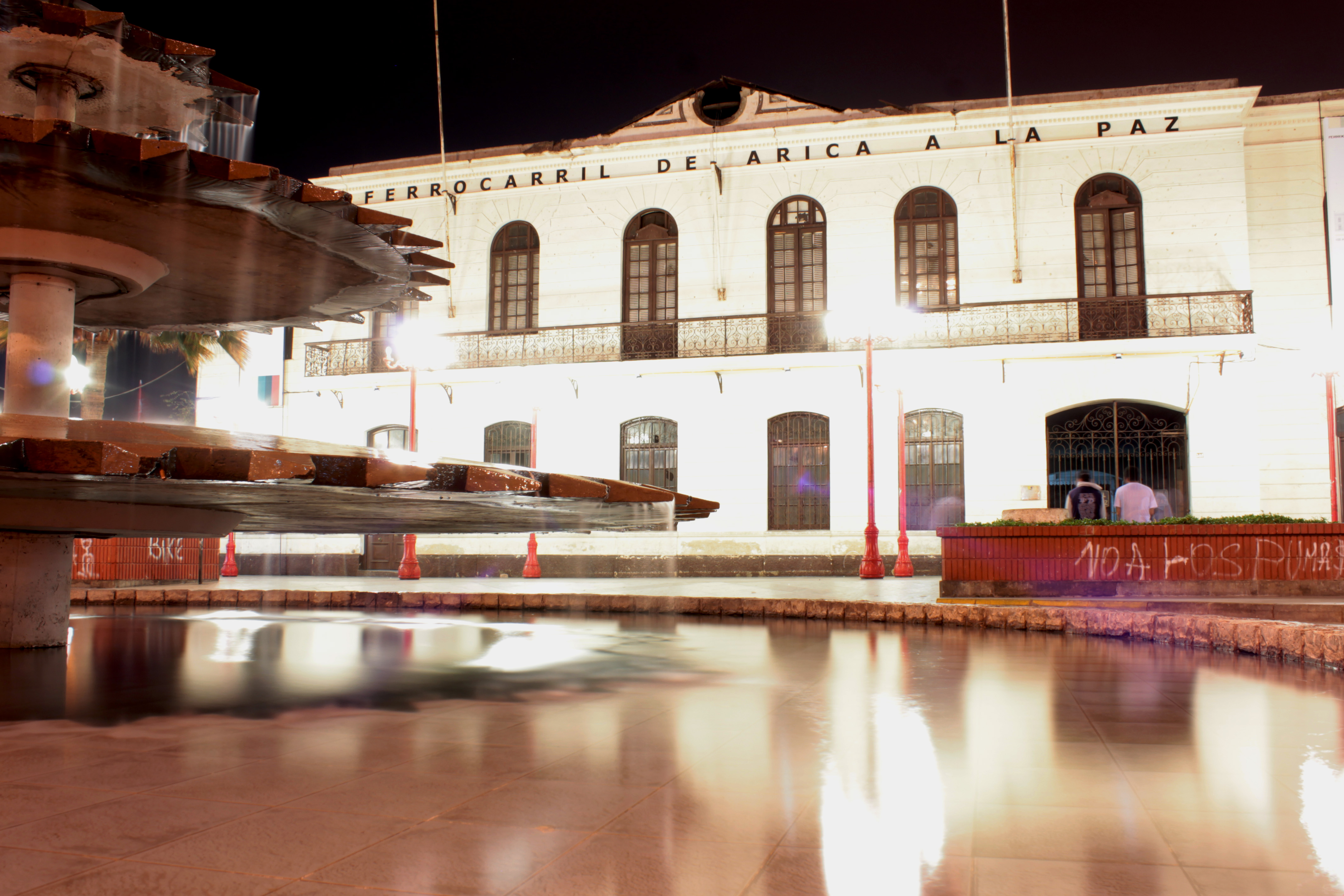
Empfangsgebäude Arica, 2013. (Seit 1990 unter Denkmalschutz.)

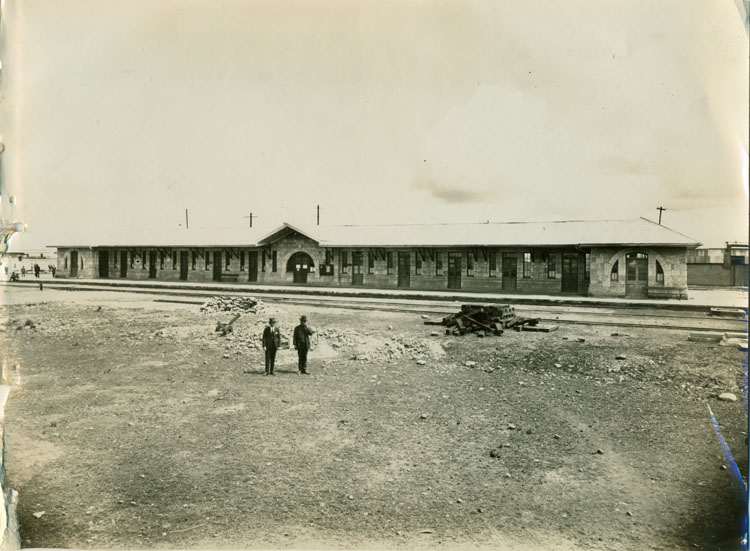
Heutiges Streckenende: Viacha, 1928.

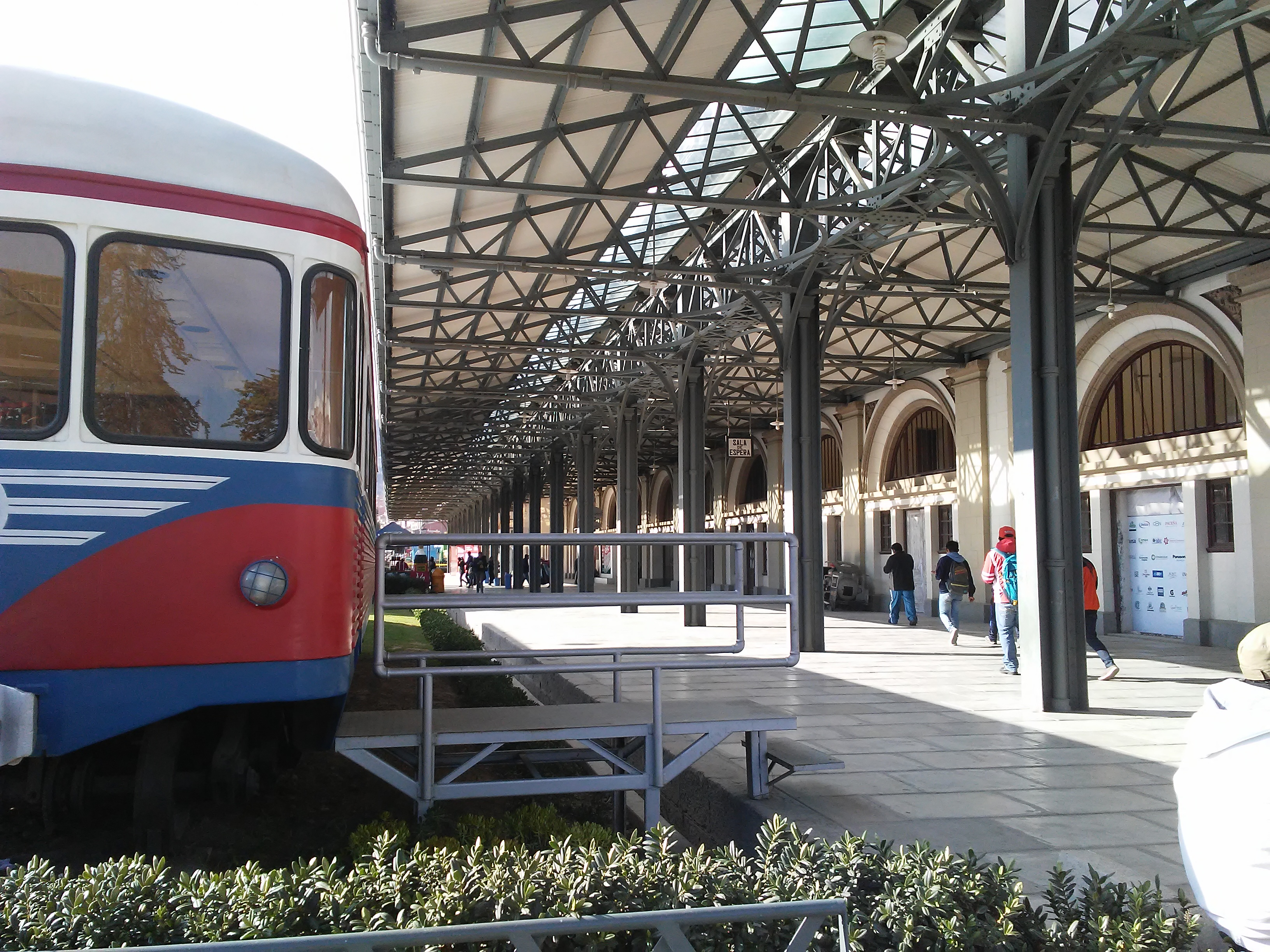
Ehemaliges Streckenende: Bahnhof La Paz, Bahnsteigseite

### Bau
Im Salpeterkrieg (1879–1884) verlor Bolivien seinen Küstenstreifen am Pazifik, damit auch den Hafen von Arica und wurde zu einem Binnenstaat. Erst 1904 kam es zu einem Friedensvertrag, der auch den Bau einer Bahn von Bolivien zum Hafen Arica vorsah. Ein entsprechendes Abkommen wurde am 27. Juni 1905 unterzeichnet. Bereits Ende 1903 hatte Josías Harding mit der Vermessung einer Trasse begonnen, die letztendlich 469 km lang war. Nach der Ausschreibung gingen vier Angebote ein, die Kosten in Höhe von 2,1 bis 2,6 Mio. £ veranschlagten. Den Zuschlag erhielt das Sindicato de Obras Públicas de Chile, das mit 2,1 Mio. £ das kostengünstigste war. Baubeginn war im September 1906, bei Vertragsauflösung im August 1907 waren die ersten 32 Kilometer fertiggestellt.
Für den Bahnbau wurden Shay-Lokomotive der Lima Locomotive Works verwendet, wobei Nr. 30 und 31 bis 1928 im Betrieb blieben. Die folgenden sechzig Kilometer baute das chilenische Eisenbahnministerium selbst unter Leitung von Benjamín Vivanco. Bei einer zweiten Ausschreibung waren die Deutsche Bank mit Philipp Holzmann und die Konkurrenten von S. Pearson & Sons mit nun knapp drei Mio. £ erneut zu teuer. Den Zuschlag als Konzessionär erhielt zum 1. Mai 1908 Mateo Clark, für £ 2.950.000, als Vertreter der Sociedad Sir John Jackson Ltda. Chefingenieur des Baus war John Roberts Jones. Das Ausbesserungswerk entstand im Stadtteil Chinchorro in Arica. Die Gesamtkosten des Bahnbaus erreichten schließlich 3.334.121 £. Am 13. Mai 1913 wurde der Bahnhof in Arica eingeweiht. Die Feiern in Arica sind filmisch dokumentiert. Ferrocarril Arica–La Paz (1913) von Luis Castillo González († 1964) war einer der ersten Filme überhaupt, der von einem Bolivianer gedreht wurde.

### Betrieb
Anfangs befand sich die Verwaltung der Strecke ganz in chilenischer Hand, da Chile den Bau als Kompensation für die bolivianischen Gebietsabtretungen aus dem Salpeterkrieg voll finanzierte. Der Grenzdisput zwischen Chile, Bolivien und Peru wurden erst 1929 abschließend geregelt, Bolivien verwaltet seitdem die Teilstrecke auf seinem Staatsgebiet selbst. 1943 ging der chilenische Streckenabschnitt in die Regie der Empresa de los Ferrocarriles del Estado (EFE), der chilenischen Staatsbahn über. Auf bolivianischer Seite gehörte die Strecke zu denen, die 1964 verstaatlicht und seit dem von der ENFE betrieben wurden (zur Verstaatlichung siehe hier). Die 1954 erfolgte Aufwertung Aricas zum Freihafen für etwa 20 Jahre führte zum Hafenausbau ab 1966, der insbesondere den Erzexport erleichterte.
Durch die ab Mitte der 1960er-Jahre erfolgte Umstellung von Dampflokomotiven auf diesel-elektrische Lokomotiven konnte 1968 auf den bis dahin notwendigen Zahnradbetrieb in der Steilstrecke, die dafür notwendige Teilung der Züge in mehrere, kürzere Züge und den Lokomotivwechsel verzichtet werden.
Der Betrieb auf dem bolivianischen Streckenabschnitt wurde 1995 wieder privatisiert. Seitdem wird er von der Empresa Ferroviaria Andina S. A. (FCA) betrieben (siehe auch hier). Auch die chilenische Strecke wurde 1997 privatisiert, der Personenverkehr wurde eingestellt. 2001 zerstörten Überflutungen nach einem Erdbeben weite Teile der Strecke im unteren Abschnitt entlang des Río Lluta. Der Verkehr konnte im folgenden Jahr wieder aufgenommen werden, war jedoch gering, so dass die Betreibergesellschaft AFALP 2006 zahlungsunfähig wurde. Die politisch gewünschte Stilllegung der Strecke war aufgrund der völkerrechtlichen Verpflichtungen aus dem Vertrag von 1904 und der Konvention von 1905 nicht möglich.
Die nun zuständige Hafengesellschaft EPA beauftragte die spanische COMSA mit der Sanierung des 206 Kilometer langen chilenischen Abschnitts, was 58 Mio. $US kostete. Zum 100. Jubiläum der Streckeneröffnung, am 13. Mai 2013, wurde durch Staatspräsident Sebastián Piñera wieder eröffnet. Aus diesem Anlass erschien eine Sondermarke der chilenischen Post. Nach der Aufarbeitung kann die Strecke durch Güterzüge mit 40 km/h befahren werden.
Der Bolivianische Abschnitt wurde 2013 drei Mal wöchentlich durch Schienenbusse im Reiseverkehr ab Viacha bedient. Der bolivianische Abschnitt wird nach der Privatisierung der Staatsbahn heute weiter von der Empresa Ferroviaria Andina betrieben, den chilenischen Teil befährt wieder die EFE. Im Mai 2021 hat die EFE ihre Marken neu strukturiert und die Ferrocarril Arica-La Paz in EFE Arica umbenannt.
Im Mai 2014 führte ein Erdbeben erneut zu Schäden. Erst ab Mai 2021 konnte die Strecke wieder durchgehend zwischen Arica und Viacha befahren werden. Sie wird auf chilenischer Seite von einem Touristenzug, zwischen den Bahnhöfen Chinchorro und Pampa Central befahren (2021) während auf bolivianischer Seite zwei Mal wöchentlich ein Schienenbus eingesetzt wird.

## Fahrzeuge

### Dampflokomotivbetrieb
Für die Zahnradstrecke wurden D1’zt-Lokomotiven der Maschinenfabrik Esslingen beschafft, deren Fertigung an das Tochterunternehmen Officine Meccaniche di Saronno in Italien vergeben wurde, die Wagen wurden von der Jackson & Sharp Co. in Wilmington (Delaware) gebaut. Für den Abschnitt Arica–Central wurden 1913 zwei Mallet-Lokomotiven beschafft, eine von Hanomag und eine von den Baldwin Locomotive Works. 1918 wurden drei weitere Lokomotiven dieser Bauart für den schwierigeren Streckenabschnitt Central–Puquios von Hanomag beschafft. Baldwin konnte in den Jahren 1920 bis 1923 drei weitere Lokomotiven liefern. Für die Zahnradstrecke erwarb die EFE 1930 und nochmals 1950 jeweils drei Lokomotiven der Maschinenfabrik Esslingen. Alle sechs blieben bis 1968 in Gebrauch. Leistungsstarke Beyer-Garratt-Loks mit der 1’E1’+1’E1’ wurden ab 1940 beschafft. Die entstehende Konkurrenz durch die Eröffnung des peruanischen Hafens Matarani 1947 mit seiner Bahnanbindung über die Mollendo–Juliaca, (Cusco)–Puno–Juliaca und das anschließende Trajekt über den Titicacasee erforderte diese Erneuerung des Maschinenparks. Die ersten Diesellokomotiven wurden 1954 von General Electric beschafft.

### Umstellung auf Dieselbetrieb

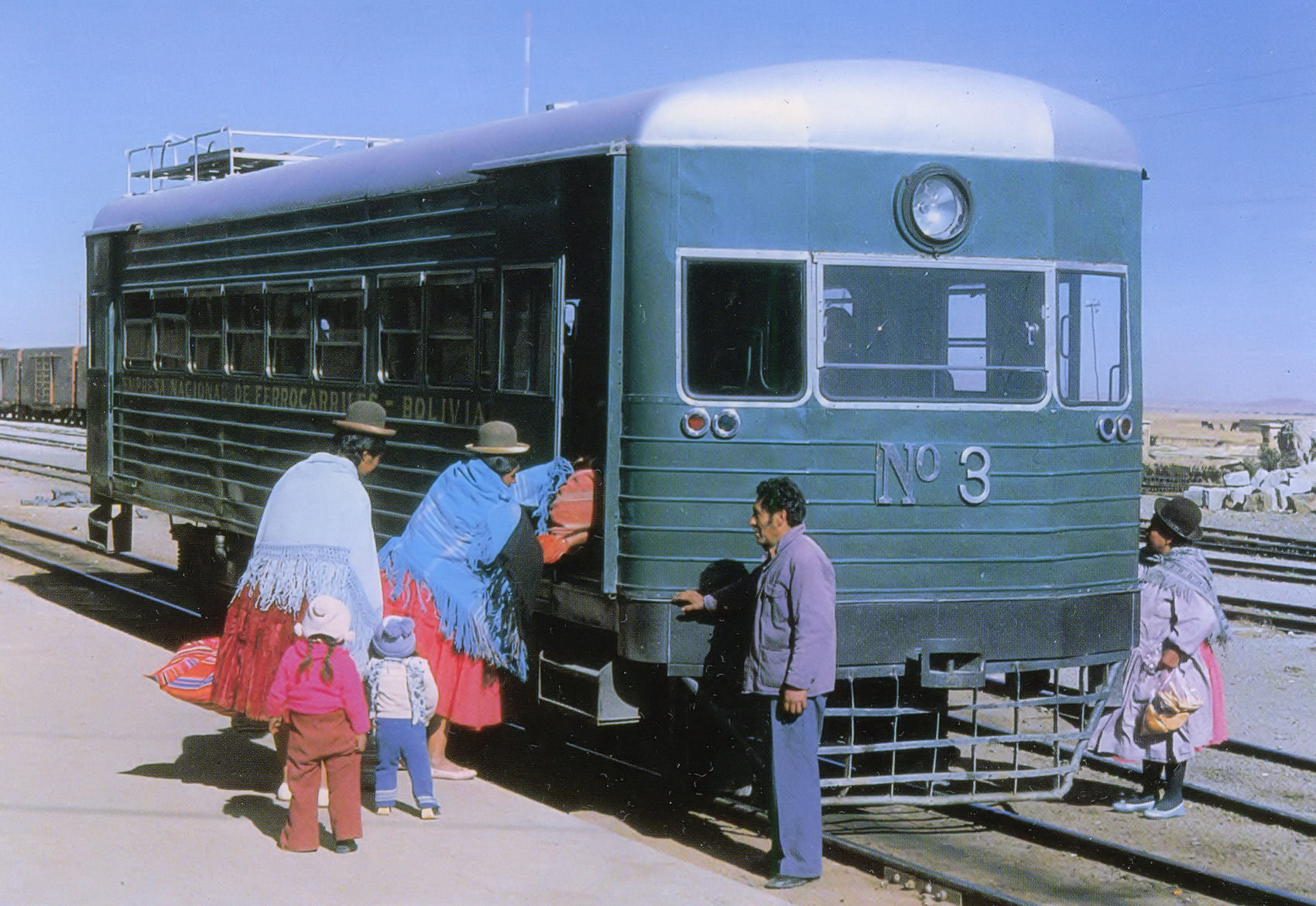
Bolivianischer Schienenbus Modell Wickham/Leyland 1953 im Bahnhof Viacha 1981

Ab Mitte der 1960er-Jahre gab es unterschiedliche Pläne hinsichtlich des Ausbaus auf die erwarteten 500.000 bis 600.000 t Fracht. Angedacht wurde, wie schon 1939–1951 einmal untersucht, die Änderung der Streckenführung des steilsten Teils. Zwischen den Bahnhöfen Central (km 69,8 / 1408 m über NN) und Puquios sollte die Steigung auf unter 3 % verringert werden (Kostenschätzung 14,7 Mio. US$). Anderseits stand seit Eröffnung des Wasserkraftwerks von Chapiquina auch genug Strom für Elektrolokomotiven zur Verfügung (8,3 Mio. US$). Die Entscheidung fiel zu Gunsten der günstigsten Alternative, dem Einsatz von Dieselloks auf der Steilstrecke, was weniger als 5 Mio. US$ kostete. Beschafft wurden Lokomotiven vom Typ GE U13C.
Mitte der 1960er Jahre wurden zwei Salon-Triebwagen von Schindler aus der Schweiz beschafft, die einen hochwertigen Reisezugdienst anboten.
Seit den späten 1960er-Jahren wurde der Reiseverkehr zwei Mal wöchentlich mit einem leicht umgebauten deutschen Schienenbus durchgeführt, der vorher im Münchner Umland eingesetzt worden war.
Ende 2014 beschaffte Chile neue Dieselloks mit 1850 PS Leistung.

## Wissenswert
- Im Juni 1987 eröffnete ein der Strecke gewidmetes Museum im Bahnhof Arica.
- Zwischen den Bahnhöfen Chinchorro (Arica) und Pampa Central verkehrt ein Touristen-Zug.[19]